# 圣马丁德尼热勒
圣马丹德尼热勒（法語：Saint-Martin-de-Nigelles，法語發音：[sɛ̃ maʁtɛ̃ də niʒɛl]）是法国厄尔-卢瓦省的一个市镇，属于沙特尔区。

## 地理
圣马丹德尼热勒（48°36'44"N, 1°36'33"E）面积12.31 平方千米，位于法国中央-卢瓦尔河谷大区厄尔-卢瓦省，该省份为法国北部内陆省份，北起顺时针与厄尔省、伊夫林省、埃松省、卢瓦雷省、卢瓦-谢尔省、萨尔特省和奧恩省接壤。
与圣马丹德尼热勒接壤的市镇（或旧市镇、城区）包括：维利耶勒莫里耶。
圣马丹德尼热勒的时区为UTC+01:00、UTC+02:00（夏令时）。

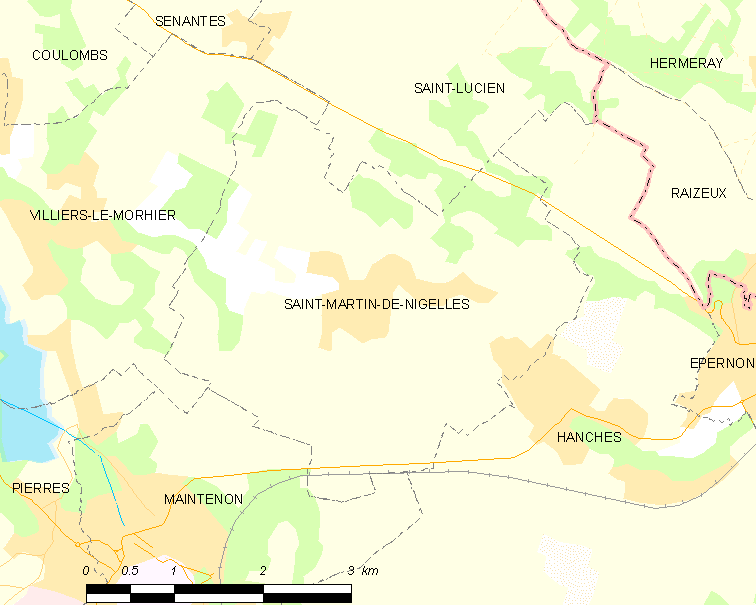
圣马丹德尼热勒的OSM定位图

## 行政
圣马丹德尼热勒的邮政编码为28130，INSEE市镇编码为28352。

## 政治
圣马丹德尼热勒所属的省级选区为埃佩尔农县。

## 人口

1962-2008年间圣马丹德尼热勒人口变化图示

圣马丹德尼热勒于2022年1月1日时的人口数量为1581人。